# Dicranostyles scandens
Dicranostyles scandens är en vindeväxtart som beskrevs av George Bentham. Dicranostyles scandens ingår i släktet Dicranostyles och familjen vindeväxter. Inga underarter finns listade i Catalogue of Life.